# Фемоліт
Фемоліт — мінерал, сульфід молібдену й заліза. Різновид молібденіту.
Названий за складовими хімічними елементами (К. В. Скворцова, Г. А. Сидоренко, А. Д. Дара, Н. И. Силантьева, М. М. Медоева, 1964).
Синоніми: залізистий молібденіт.

## Опис
Хімічна формула: Mo5FeS11.
Містить (%): Mo — 49,94; Fe — 6,49; S — 37,47. Домішки: Hg, Re, Se, H2O.
Утворює приховано-кристалічні, нирковидні та лускуваті аґреґати. Густина 3,7. Тв. 2,0-3,0. Колір сіруватий. Блиск металічний. Риса чорна. Знайдений у штокверкових уранових рудах серед фельзит-порфірів разом з настураном, піритом, сфалеритом.